# Kostiantínivka (Mikolaiv)
Kostiantínivka (en ucraniano: Костянтинівка, romanizado: Kostiantynivka) es un pueblo ucraniano perteneciente al óblast de Mikolaiv. Situado en el sur del país, forma parte del raión de Voznesensk y parte del municipio (hromada) de Yuzhnoukrainsk.  

## Toponimia
El nombre de la ciudad en ruso es Konstantínovka (en ruso: Константиновка).

## Geografía
Kostiantínivka se encuentra en la margen izquierda del río Bug Meridional y adyacente a la ciudad de Yuzhnoukrainsk, 127 km al noroeste de Mikolaiv.   

## Historia
Kostiantínivka fue fundada antes de 1775 por los cosacos de Zaporiyia, y era un asentamiento que custodiaba un vado que cruzaba el Bug Meridional.
En 1816, Kostiantínivka se convirtió en un asentamiento militar que perteneció al uyezd de Yelisavetgrad de la gobernación de Jersón del Imperio ruso. En 1828, el uyezd de Yelisavetgrad se fusionó con el uyezd de Olviopol en el uyezd de Bóbrinets. En 1857 se abolieron los asentamientos militares. En 1865, el centro administrativo del uyezd de Bóbrinets se trasladó a Yelisavetgrad y el uyezd pasó a llamarse igual. Kostinatínivka era un seló y pertenecía al vólost homónimo.Poco a poco, Kostiantínivka se convirtió en un puesto comercial bastante activo.
En marzo de 1918, según el tratado de Brest-Litovsk, las tropas alemanas entraron en el pueblo. Después de la caída del gobierno del Estado ucraniano del hetmán Pavló Skoropadski en Ucrania en noviembre de 1918, se estableció en la aldea la autoridad del Directorio de Ucrania. En marzo de 1919, las brigadas bolcheviques tomaron el poder en el pueblo pero en julio de 1919 hubo un levantamiento en el pueblo contra las autoridades soviéticas. A finales de agosto de 1919, los denikinitas invadieron Kostiantínivna y, tras cambiar de manos varias veces, el 31 de enero de 1920, los bolcheviques capturaron el pueblo.
El 16 de abril de 1920, la gobernación de Jersónn pasó a llamarse gobernación de Nikolayev y el 21 de octubre de 1922 se fusionó con la gobernación de Odesa. En 1923, se abolieron los distritos de la República Socialista Soviética de Ucrania y las gobernaciones se dividieron en ókrugs. En 1925, las gobernaciones fueron abolidas y las okruhas quedaron directamente subordinadas a la República Socialista Soviética de Ucrania. En 1930 se abolieron las okruhas y en 1931 se estableció el raión de Arbuzinka, con el centro administrativo en Jarbuzinka. El 27 de febrero de 1932, se estableció el óblast de Odesa y el raión de Arbuzinka se incluyó en el óblast de Odesa. En 1944, el raión de Arbuzinka fue transferido a óblast de Mikolaiv. En enero de 1963, durante la fallida reforma administrativa de Jruschov, el raión de Arbuzinka fue abolido y Kostiantínivka se trasladó al raión de Bratske. En 1966 se restableció el raión de Arbuzinka y en 1976, a Kostiantínivka se le concedió el estatus de asentamiento de tipo urbano.
El 18 de julio de 2020, el raión de Arbuzinka fue abolida como parte de la reforma administrativa de Ucrania, que redujo el número de raiones del óblast de Mikolaiv a cuatro. El área del raión de Arbuzinka se fusionó con raión de Pervomaisk; sin embargo, Kostiantínivka fue transferida al raión de Voznesensk.En 2023, Kostiantínivka perdió el estatus de asentamiento de tipo urbano en la legislación ucraniana debido a la eliminación de este estatus administrativo.

## Demografía
La evolución de la población de Kostiantínivka entre 1886 y 2022 fue la siguiente:
| 2663                                                          | 3198 | 4397 | 7416 | 2277 | 2238 | 2142 | 2154 |
| (Fuente: Cities & Towns of Ukraine y UKRAINE: Größere Städte) |      |      |      |      |      |      |      |

Según el censo de 2001, la lengua materna de la mayoría de los habitantes, el 88,52%, es el ucraniano; y del 9,94% es el ruso.

## Infraestructura

### Transportes
La estación de tren más cercana, a unos 5 km al este, se encuentra en Yuzhnoukrainsk, en la línea ferroviaria que conecta Odesa y Pomichna.La carretera Pervomaisk-Voznesensk-Mikolaiv pasa por el pueblo.